# ون هلسینگ: مأموریت لندن
ون هلسینگ: مأموریت لندن (به انگلیسی: Van Helsing: The London Assignment) یک فیلم انیمیشنی اکشن با بازی هیو جکمن محصول سال ۲۰۰۴ است. این انیمیشن پیش درآمدی از فیلم سینمایی ون هلسینگ است که حوادث قبل از فیلم را روایت می‌کند.